# Ricky Gervais
Ricky Dene Gervais (født 25. juni 1961) er en engelsk komiker, der blandt andet stod bag tv-serien The Office, som han skrev og instruerede sammen med sin ven Stephen Merchant, og hvori han selv spillede hovedrollen som den uduelige, men meget selvoptagede mellemleder David Brent. Senere fulgte tv-serien Extras. Ricky Gervais er også kendt for at have opdaget Karl Pilkington. Ricky står bag tv-serien Derek, som Karl Pilkington også er med i.

## Filmografi

### Film
| År   | Titel                                          | Skuespiller | Instruktør | Manuskriptforfatter | Producer  | Rolle                   | Noter                                            | Ref    |
| ---- | ---------------------------------------------- | ----------- | ---------- | ------------------- | --------- | ----------------------- | ------------------------------------------------ | ------ |
| 2001 | Dog Eat Dog                                    | Ja          | Nej        | Nej                 | Nej       | Bouncer                 |                                                  | [ 1 ]  |
| 2005 | Valiant                                        | Ja          | Nej        | Nej                 | Nej       | Bugsy                   | Voice only                                       | [ 2 ]  |
| 2006 | For Your Consideration                         | Ja          | Nej        | Nej                 | Nej       | Martin Gibb             |                                                  | [ 3 ]  |
| 2006 | Night at the Museum                            | Ja          | Nej        | Nej                 | Nej       | Dr. McPhee              |                                                  | [ 4 ]  |
| 2007 | Stardust                                       | Ja          | Nej        | Nej                 | Nej       | Ferdy the Fence         |                                                  | [ 5 ]  |
| 2008 | Ghost Town                                     | Ja          | Nej        | Nej                 | Nej       | Dr. Bertram Pincus      |                                                  | [ 6 ]  |
| 2009 | Night at the Museum: Battle of the Smithsonian | Ja          | Nej        | Nej                 | Nej       | Dr. McPhee              |                                                  | [ 7 ]  |
| 2009 | The Invention of Lying                         | Ja          | Ja         | Ja                  | Ja        | Mark Bellison           | Co-written and co-directed with Matthew Robinson | [ 8 ]  |
| 2010 | Cemetery Junction                              | Ja          | Ja         | Ja                  | Executive | Len Taylor              | Co-written and co-directed with Stephen Merchant | [ 9 ]  |
| 2011 | Spy Kids: All the Time in the World            | Ja          | Nej        | Nej                 | Nej       | Argonaut                | Voice only                                       | [ 10 ] |
| 2013 | Escape from Planet Earth                       | Ja          | Nej        | Nej                 | Nej       | Mr. James Bing          | Voice only                                       | [ 11 ] |
| 2014 | Muppets Most Wanted                            | Ja          | Nej        | Nej                 | Nej       | Dominic Badguy          |                                                  | [ 12 ] |
| 2014 | Night at the Museum: Secret of the Tomb        | Ja          | Nej        | Nej                 | Nej       | Dr. McPhee              |                                                  | [ 13 ] |
| 2015 | The Little Prince                              | Ja          | Nej        | Nej                 | Nej       | The Conceited Man       | Voice only                                       |        |
| 2016 | Special Correspondents                         | Ja          | Ja         | Ja                  | Ja        | Ian Finch               |                                                  |        |
| 2016 | David Brent: Life on the Road                  | Ja          | Ja         | Ja                  | Ja        | David Brent             |                                                  | [ 14 ] |
| 2020 | The Willoughbys                                | Ja          | Nej        | Nej                 | Executive | The Cat/Narrator        | Voice only                                       |        |
| 2021 | Save Ralph                                     | Ja          | Nej        | Nej                 | Nej       | Documentary crew member | Voice only                                       | [ 15 ] |
| 2022 | Paws of Fury: The Legend of Hank               | Ja          | Nej        | Nej                 | Nej       | Ika Chu                 | Voice only                                       |        |
| 2023 | 7 Minutes                                      | Nej         | Ja         | Nej                 | Executive | N/A                     | Short film                                       |        |

### Television
| År         | Titel                                           | Skuespiller | Instruktør | Manuskriptforfatter | Executive Producer | Skaber | Rolle                    | Noter | Ref.   |
| ---------- | ----------------------------------------------- | ----------- | ---------- | ------------------- | ------------------ | ------ | ------------------------ | --- | ------ |
| 1999       | The Jim Tavaré Show                             | Ja          | Nej        | Ja                  | Nej                | Nej    | Various                  | 7 episodes |        |
| 1999       | Comedy Lab                                      | Ja          | Nej        | Ja                  | Nej                | Nej    | Clive Meadows            | Episode: "Golden Years" |        |
| 2000       | The 11 O'Clock Show                             | Ja          | Nej        | Nej                 | Nej                | Nej    | Various                  | 20 episodes |        |
| 2000       | Bruiser                                         | Nej         | Nej        | Ja                  | Nej                | Nej    | N/A                      | |        |
| 2000       | Meet Ricky Gervais                              | Ja          | Nej        | Ja                  | Nej                | Nej    | Himself (host)           | 6 episodes |        |
| 2001       | Spaced                                          | Ja          | Nej        | Nej                 | Nej                | Nej    | Dave                     | Episode: "Dissolution" |        |
| 2001–2003  | The Office                                      | Ja          | Ja         | Ja                  | Ja                 | Ja     | David Brent              | 14 episodes; Co-created, co-written and co-directed with Stephen Merchant |        |
| 2002       | Robbie the Reindeer in Legend of the Lost Tribe | Ja          | Nej        | Nej                 | Nej                | Nej    | Penguin                  | Voice; Television special |        |
| 2003       | Happiness                                       | Ja          | Nej        | Nej                 | Nej                | Nej    | Himself                  | Episode: "Real Dancing" |        |
| 2003       | Ricky Gervais Live: Animals                     | Ja          | Nej        | Ja                  | Nej                | Nej    | Himself                  | Stand-up special |        |
| 2004       | Ricky Gervais Live 2: Politics                  | Ja          | Nej        | Ja                  | Nej                | Nej    | Himself                  | Stand-up special |        |
| 2004       | Alias                                           | Ja          | Nej        | Nej                 | Nej                | Nej    | Daniel Ryan              | Episode: "Façade" |        |
| 2005–2013  | The Office (U.S.)                               | Ja          | Nej        | Ja                  | Ja                 | Ja     | David Brent              | American remake of his show "The Office" co-created with Stephen Merchant Appeared in episodes: "The Seminar" and "Search Committee" and co-wrote "The Convict" with Stephen Merchant |        |
| 2005–2007  | Extras                                          | Ja          | Ja         | Ja                  | Ja                 | Ja     | Andy Millman             | 13 episodes; Co-created, co-written and co-directed with Stephen Merchant |        |
| 2006       | Ricky Gervais Meets...                          | Ja          | Nej        | Nej                 | Nej                | Nej    | Himself                  | 3 episodes |        |
| 2006, 2011 | The Simpsons                                    | Ja          | Nej        | Ja                  | Nej                | Nej    | Charles Heathbar Himself | Voice; 2 episodes |        |
| 2007       | Ricky Gervais Live 3: Fame                      | Ja          | Nej        | Ja                  | Nej                | Nej    | Himself                  | Stand-up special |        |
| 2008       | Ricky Gervais: Out of England                   | Ja          | Nej        | Ja                  | Nej                | Nej    | Himself                  | Stand-up special |        |
| 2009       | Sesame Street                                   | Ja          | Nej        | Nej                 | Nej                | Nej    | Himself                  | 3 episodes |        |
| 2009       | SpongeBob SquarePants                           | Ja          | Nej        | Nej                 | Nej                | Nej    | Narrator                 | Voice; Episode: "SpongeBob's Truth or Square" |        |
| 2010       | 67th Golden Globe Awards                        | Ja          | Nej        | Nej                 | Nej                | Nej    | Himself (host)           | Television special |        |
| 2010–2012  | The Ricky Gervais Show                          | Ja          | Nej        | Nej                 | Ja                 | Ja     | Himself                  | Voice; 39 episodes | [ 16 ] |
| 2010–2012  | An Idiot Abroad                                 | Ja          | Nej        | Nej                 | Ja                 | Ja     | Himself                  | 21 episodes |        |
| 2010       | Louie                                           | Ja          | Nej        | Nej                 | Nej                | Nej    | Dr. Ben                  | 2 episodes |        |
| 2010       | Ricky Gervais: Out of England 2                 | Ja          | Nej        | Ja                  | Nej                | Nej    | Himself                  | Stand-up special |        |
| 2010       | Ricky Gervais Live 4: Science                   | Ja          | Ja         | Ja                  | Nej                | Nej    | Himself                  | Stand-up special |        |
| 2011       | Talking Funny                                   | Ja          | Nej        | Nej                 | Ja                 | Nej    | Himself                  | Television special, HBO |        |
| 2011       | 68th Golden Globe Awards                        | Ja          | Nej        | Ja                  | Nej                | Nej    | Himself (host)           | Television special, NBC |        |
| 2011–2013  | Life's Too Short                                | Ja          | Ja         | Ja                  | Ja                 | Ja     | Himself                  | 7 episodes Co-created with Stephen Merchant and Warwick Davis and co-written and co-directed with Stephen Merchant                                                                    |        |
| 2011       | Curb Your Enthusiasm                            | Ja          | Nej        | Nej                 | Nej                | Nej    | Himself                  | Episode: "The Hero" |        |
| 2012       | 69th Golden Globe Awards                        | Ja          | Nej        | Ja                  | Nej                | Nej    | Himself (host)           | Television special, NBC |        |
| 2012       | Family Guy                                      | Ja          | Nej        | Nej                 | Nej                | Nej    | Billy Finn               | Voice; Episode: "Be Careful What You Fish For" |        |
| 2012–2014  | Derek                                           | Ja          | Ja         | Ja                  | Ja                 | Ja     | Derek Noakes             | 14 episodes |        |
| 2015       | Galavant                                        | Ja          | Nej        | Nej                 | Nej                | Nej    | Xanax                    | Episode: "Dungeons and Dragon Lady" |        |
| 2015       | BoJack Horseman                                 | Ja          | Nej        | Nej                 | Nej                | Nej    | Hedgehog at Orphanage    | Voice; Episode: "Out to Sea" |        |
| 2016       | 73rd Golden Globe Awards                        | Ja          | Nej        | Ja                  | Nej                | Nej    | Himself (host)           | Television special, NBC |        |
| 2018       | Child Support                                   | Ja          | Nej        | Nej                 | Ja                 | Nej    | Himself                  | |        |
| 2018       | Ricky Gervais: Humanity                         | Ja          | Nej        | Ja                  | Nej                | Nej    | Himself                  | Stand-up special, Netflix |        |
| 2019–2022  | After Life                                      | Ja          | Ja         | Ja                  | Ja                 | Ja     | Tony Johnson             | 18 episodes |        |
| 2019       | Scooby-Doo and Guess Who?                       | Ja          | Nej        | Nej                 | Nej                | Nej    | Himself                  | Voice; Episode: "Ollie Ollie In-Come Free!" |        |
| 2020       | 77th Golden Globe Awards                        | Ja          | Nej        | Ja                  | Nej                | Nej    | Himself (host)           | Television special, NBC |        |
| 2022       | Ricky Gervais: SuperNature                      | Ja          | Nej        | Ja                  | Nej                | Nej    | Himself                  | Stand-up special, Netflix |        |

### Computerspil
| År   | Titel                                          | Noter       | Ref |
| ---- | ---------------------------------------------- | ----------- | --- |
| 2006 | Scarface: The World Is Yours                   | Simon Trent |     |
| 2008 | Grand Theft Auto IV                            | Himself     |     |
| 2009 | Night at the Museum: Battle of the Smithsonian | Dr. McPhee  |     |

### Stand-up specials
| År   | Titel            | Noter             | Ref    |
| ---- | ---------------- | ----------------- | ------ |
| 2003 | Animals          | DVD release       |        |
| 2004 | Politics         | DVD release       |        |
| 2007 | Fame             | DVD release       |        |
| 2008 | Out of England   | HBO special       | [ 17 ] |
| 2010 | Science          | DVD release       |        |
| 2010 | Out of England 2 | HBO special       | [ 18 ] |
| 2018 | Humanity         | Netflix exclusive |        |
| 2022 | SuperNature      | Netflix exclusive |        |
| 2024 | Armageddon       | Netflix exclusive |        |